# Agrypon chivense
Agrypon chivense är en stekelart som först beskrevs av Meyer 1929.  Agrypon chivense ingår i släktet Agrypon och familjen brokparasitsteklar. Inga underarter finns listade i Catalogue of Life.